# Bimelech
Bimelech, född 27 februari 1937 i USA, död 1966, var ett engelskt fullblod som tävlade mellan 1939 och 1941. Han var mest känd för att ha segrat i två av de tre Triple Crown-löpen 1940. Han tränades av William A. Hurley och reds av Fred A. Smith. Han valdes in i National Museum of Racing and Hall of Fame 1990.

## Karriär
Bimelech var obesegrad under hela tvååringssäsongen. Han tog sin första seger i ett maidenlöp på Suffolk Downs, och segrade då med tre längder. Bimelech utsågs till American Champion Two-Year-Old Colt 1939, något som gjorde att han blev spelfavorit till att segra i 1940 års Kentucky Derby. I sitt första löp som treåring segrade Bimelech med två och en halv längd i Blue Grass Stakes.
Bimelech, som fortfarande var obesegrad, startade som storfavorit i 1940 års upplaga av Kentucky Derby. I löpet fick han ett tufft upplägg, och blev trött inne på upploppet. I löpet slutade han på andra plats, och Bimelechs jockey, Fred A. Smith erkände efter löpet att han gjort ett taktiskt misstag, som eventuellt kostat segern.
Bimelech segrade dock enkelt i både Preakness och Belmont Stakes och röstades fram till American Champion Three-Year-Old Male Horse 1940. Då de nya startgrindarna introducerades, agerade Bimelech väldigt nervöst, och efter endast två löp som fyraåring fick Bimelech avsluta sin tävlingskarriär.

## Som avelshingst
Edward R. Bradley, som ägde Bimelech avled 1946, och alla hästar såldes. Bimelech köptes av ett syndikat, och blev verksam som avelshingst vid Greentree Stud, där han blev far till flera framgångsrika galopphästar.
Bimelech avled 1966, och valdes in postumt i National Museum of Racing and Hall of Fame 1990.

## Stamtavla
| Efter Black Toney (USA) 1911 | Peter Pan (USA) 1904      | Commando         | Domino             |
| Efter Black Toney (USA) 1911 | Peter Pan (USA) 1904      | Commando         | Emma C.            |
| Efter Black Toney (USA) 1911 | Peter Pan (USA) 1904      | Cinderella       | Hermit             |
| Efter Black Toney (USA) 1911 | Peter Pan (USA) 1904      | Cinderella       | Mazurka            |
| Efter Black Toney (USA) 1911 | Belgravia (USA) 1903      | Ben Brush        | Bramble            |
| Efter Black Toney (USA) 1911 | Belgravia (USA) 1903      | Ben Brush        | Roseville          |
| Efter Black Toney (USA) 1911 | Belgravia (USA) 1903      | Bonnie Gal       | Galopin            |
| Efter Black Toney (USA) 1911 | Belgravia (USA) 1903      | Bonnie Gal       | Bonnie Doon        |
| Undan La Troienne (FR) 1926  | Teddy (FR) 1913           | Ajax             | Flying Fox         |
| Undan La Troienne (FR) 1926  | Teddy (FR) 1913           | Ajax             | Amie               |
| Undan La Troienne (FR) 1926  | Teddy (FR) 1913           | Rondeau          | Bay Ronald         |
| Undan La Troienne (FR) 1926  | Teddy (FR) 1913           | Rondeau          | Doremi             |
| Undan La Troienne (FR) 1926  | Helene de Troie (FR) 1916 | Helicon          | Cyllene            |
| Undan La Troienne (FR) 1926  | Helene de Troie (FR) 1916 | Helicon          | Vain Duchess       |
| Undan La Troienne (FR) 1926  | Helene de Troie (FR) 1916 | Lady of Pedigree | St. Denis          |
| Undan La Troienne (FR) 1926  | Helene de Troie (FR) 1916 | Lady of Pedigree | Doxa (Family: 1-x) |